# L'últim estiu
L'últim estiu (francès: L'Été dernier) és una pel·lícula dramàtica eròtica francesa del 2023 dirigida per Catherine Breillat, a partir d'un guió escrit per ella mateixa en col·laboració amb Pascal Bonitzer. És una nova versió de la pel·lícula danesa Reina de cors del 2019. Protagonitzada per Léa Drucker i Samuel Kircher, la pel·lícula explora els tabús d'una relació madrastra-fillastre. S'ha doblat al català.
La pel·lícula va ser seleccionada per competir per la Palma d'Or al 76è Festival de Canes, on es va exhibir el 25 de maig de 2023. Es va estrenar als cinemes de França el 13 de setembre de 2023. Va rebre quatre nominacions als 49ns Premis César.

## Repartiment
- Léa Drucker com a Anne
- Olivier Rabourdin com a Pierre
- Samuel Kircher com a Théo
- Clotilde Courau com a Mina
- Serena Hu com a Serena
- Angela Chen com a Angela
- Romain Maricau
- Romane Violeau
- Marie Lucas
- Nelia Da Costa
- Lilas-Rose Gilberti-Poisot